# Monument national des cavernes de l'Oregon
Le monument national des cavernes de l'Oregon (en anglais, Oregon Caves National Monument) est un monument national américain, situé dans le Sud-Ouest de l'État de l'Oregon. Situé dans le nord des monts Siskiyou, il comprend des grottes naturelles de marbre et un parc en surface de 19,7 km².

## Histoire
La grotte a été découverte en 1874. Après l’adoption de la loi sur les antiquités par le Congrès des États-Unis, en 1909, le président William Howard Taft a créé le Monument national des grottes de l’Oregon, qui sera géré par le Service des forêts des États-Unis. Isolé et difficile d'accès, le monument est resté très peu fréquenté jusque dans les années 1920. La popularité croissante de l’automobile, la construction d’autoroutes et la promotion du tourisme ont entraîné une forte augmentation de la fréquentation des grottes à la fin des années 1920. Le National Park Service, qui a pris le contrôle du monument en 1933, propose des visites de la grotte de la mi-avril au début novembre. En 2014, l’aire protégée a été agrandie d’environ 1 600 ha et rebaptisée Monument national et Réserve (National Monument and Preserve).

## Description
Le monument et réserve national des grottes d’Oregon se trouve dans les montagnes Siskiyou.
La plupart des grottes créées à partir de roches dissoutes sont formées dans du calcaire ou de la dolomite, mais les grottes de l'Oregon ont été formées dans du marbre. Sur plus de 3.900 systèmes de grottes gérés par le NPS, seuls ceux de l'Oregon Caves National Monument et ceux de Kings Canyon National Park et Great Basin National Park ont des grottes de marbre,.

## Faune
La liste des espèces du parc comprend environ 50 mammifères, 86 oiseaux, 11 reptiles et amphibiens, 8 chauves-souris, plus de 200 arthropodes, 8 escargots et limaces, 75 papillons, plus de 55 papillons de nuit et 8 macro-invertébrés aquatiques. Parmi ces espèces, 160 se trouvent à l'intérieur des grottes. À l'extérieur des grottes, le cerf à queue noire, le geai de Steller, le corbeau commun et le tamia de Townsend comptent parmi les animaux souvent vus dans le parc. Plus discrets sont l'ours noir, le couguar, l'écureuil volant, et la salamandre géante du Pacifique. Les sources et autres endroits humides soutiennent les vers plats, les grenouilles et les escargots.
Les espèces animales dans le parc ayant un statut de conservation particulier sont la chouette tacheté du Nord, le serpent-roi de Californie, la grenouille-à-queue, la salamandre Del Norte, l'autour des palombes, le moucherolle à côtés olives, le moucherolle des saules, le doryphore de Siskiyou et le pêcheur du Pacifique. Cinq espèces de chauve-souris se rencontrent dans la grotte, parmi lesquelles la chauve-souris aux grandes oreilles de Townsend, le myotis à grandes oreilles et le myotis de Yuma.

## Galerie

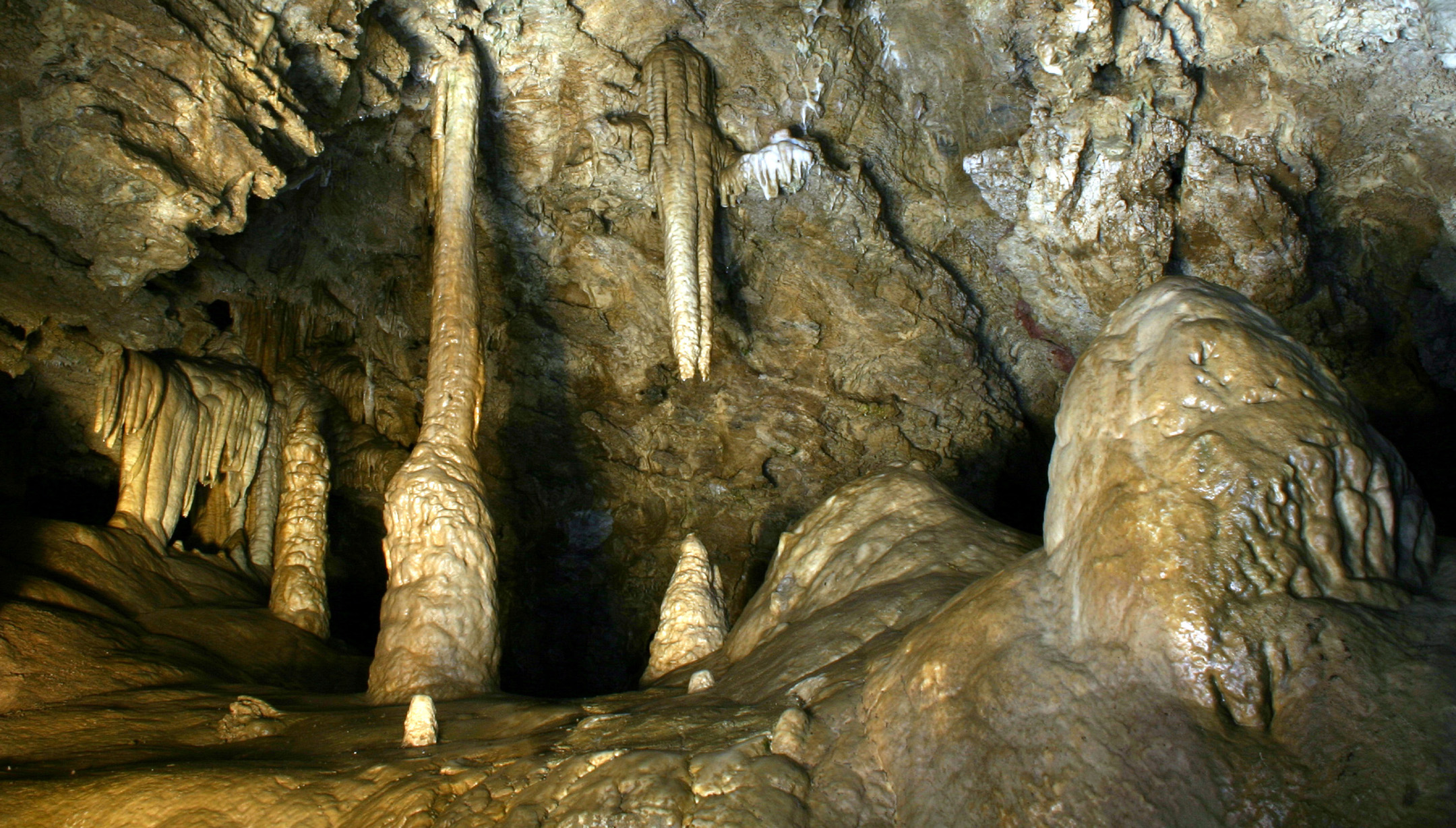
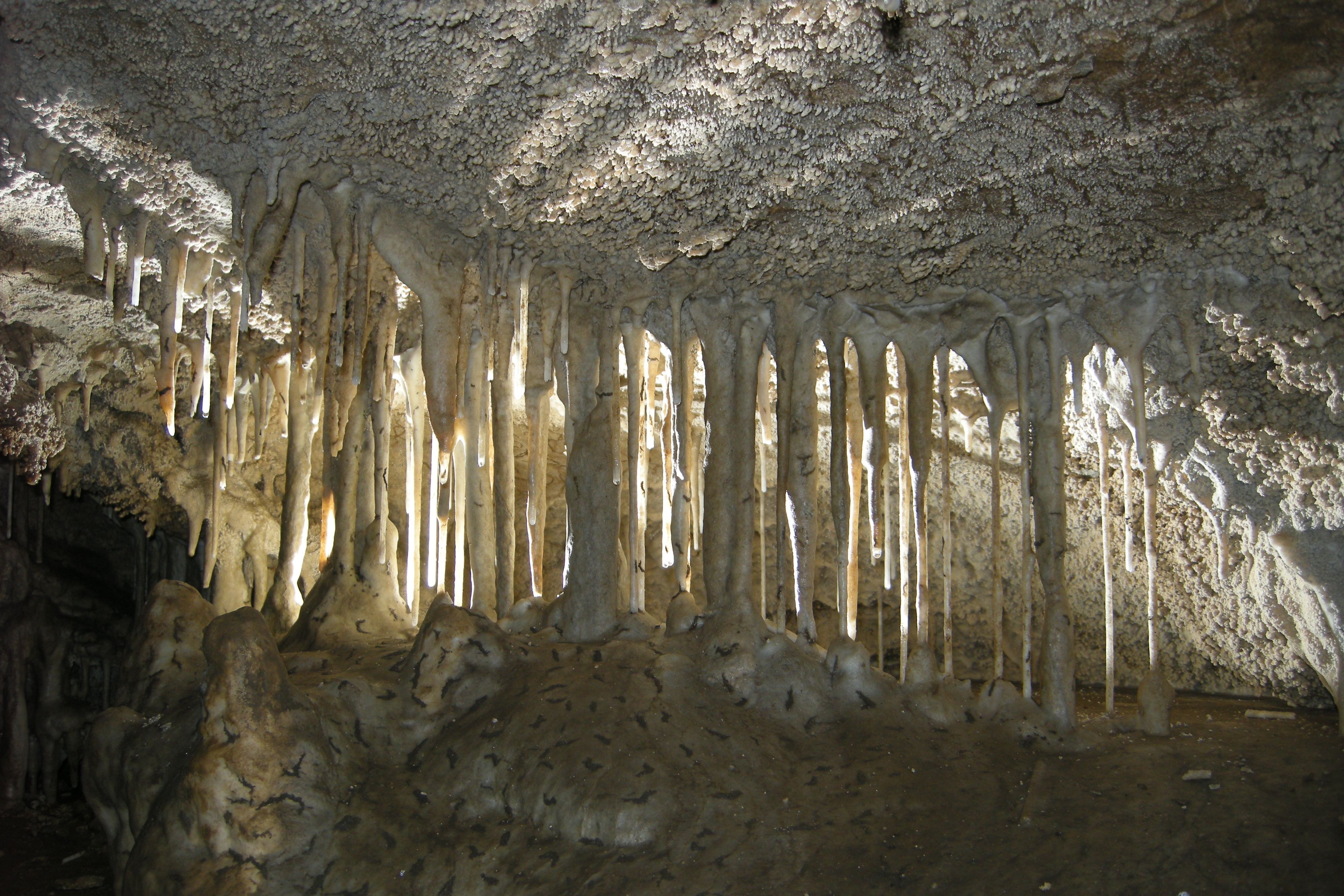
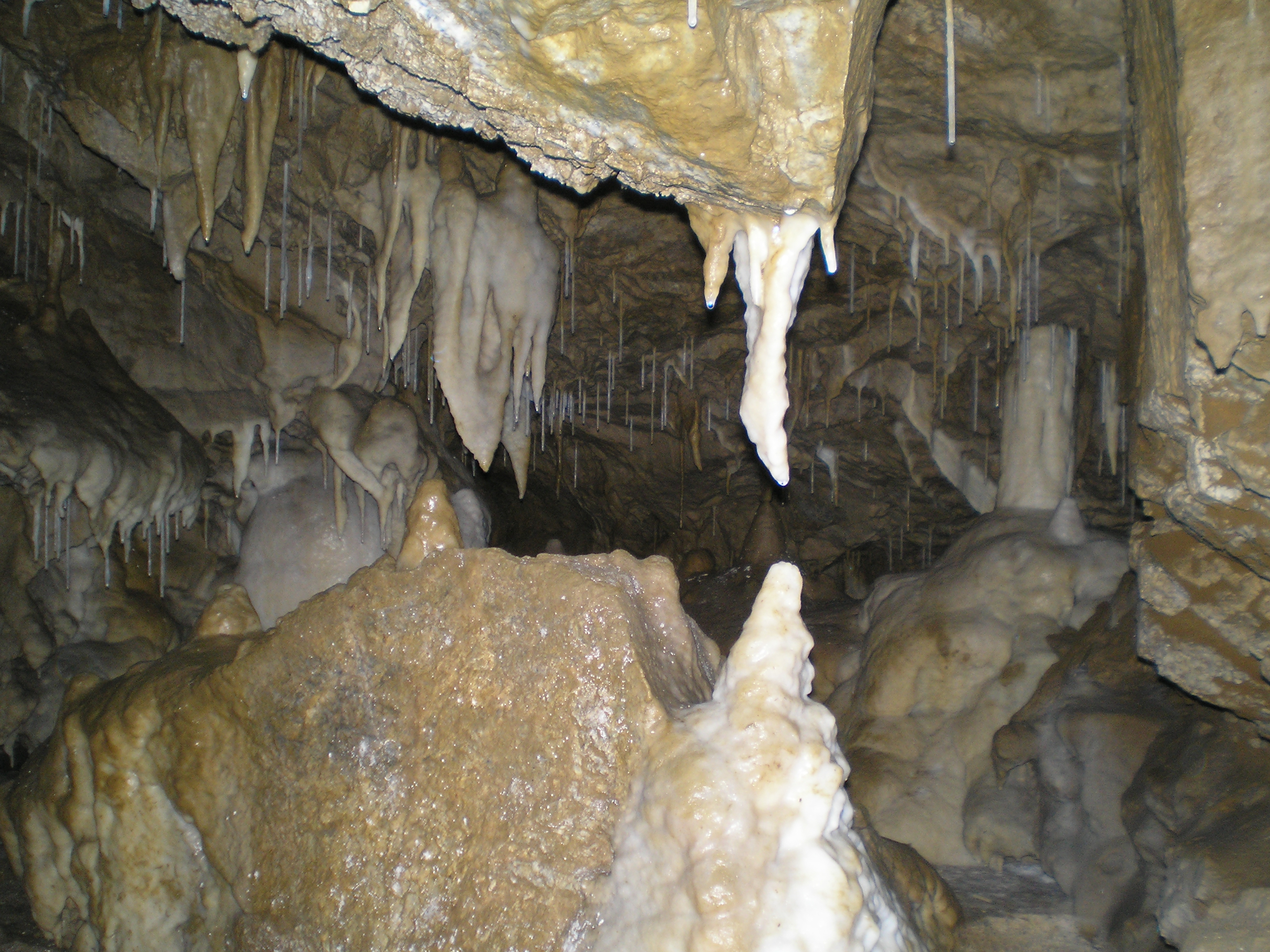
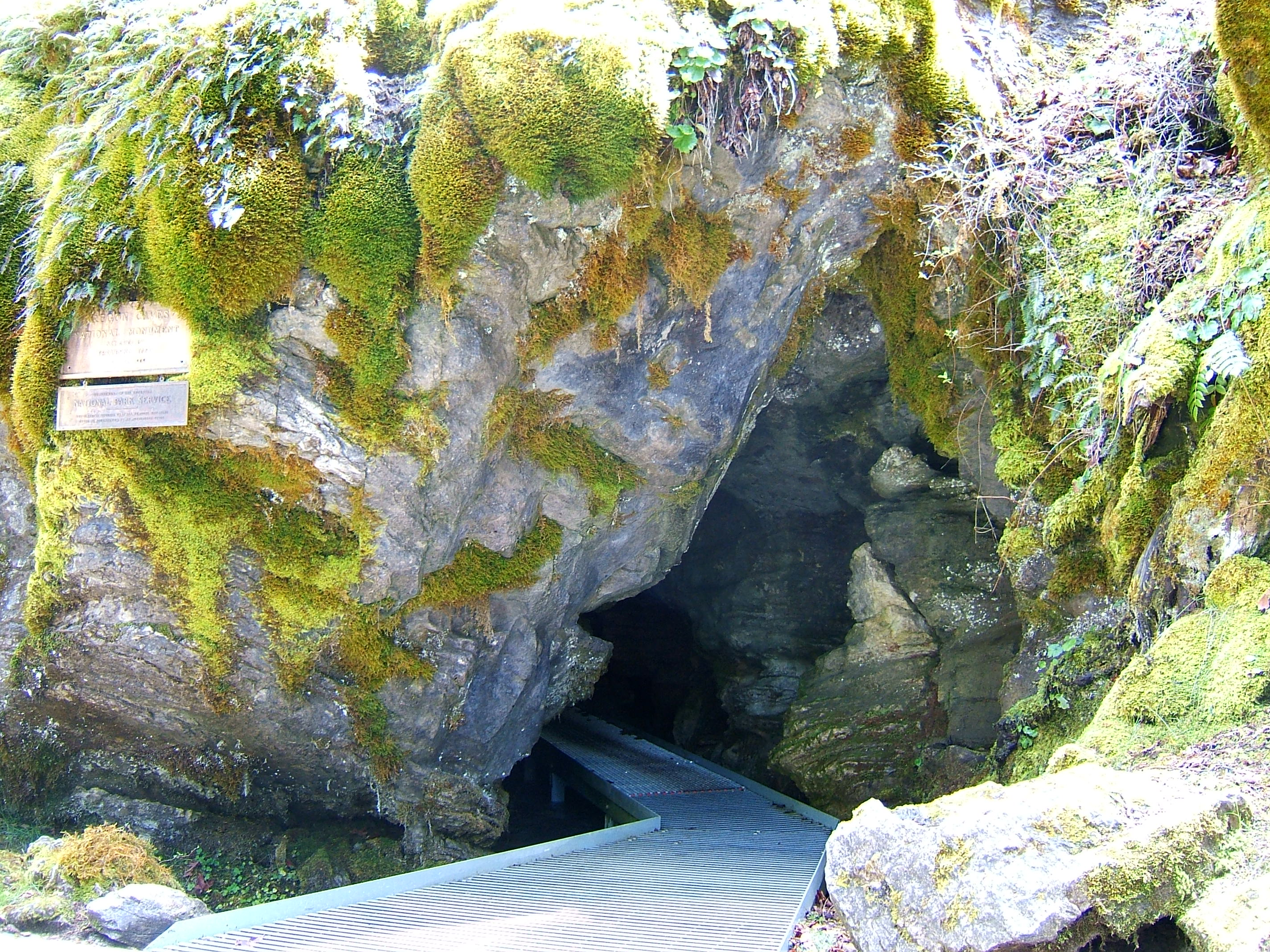